# PEZ

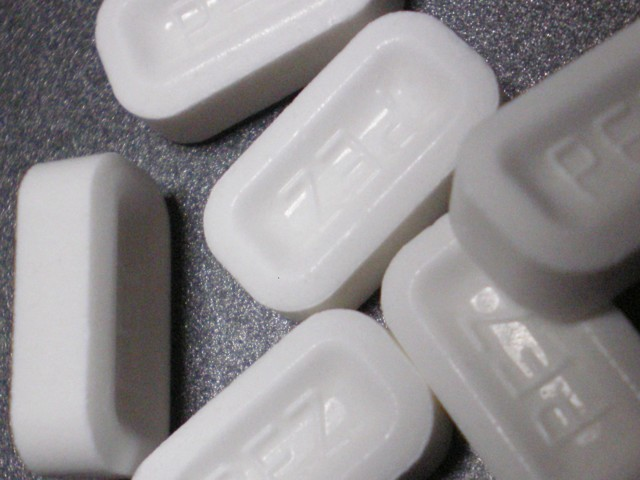
ペッツ

PEZ（ペズ、ペッツ）とは、1927年にオーストリアでうまれたペパーミント風味のキャンディー（錠菓）である。
語源はドイツ語のPfefferminz（ペパーミント）の略から。
世界60カ国で販売され、年間生産量は77億粒。
日本では1972年に森永製菓から発売されている。

## ペッツ・ディスペンサ
ペッツを詰めてあるプラスチック製のケースをペッツ・ディスペンサ（英: Pez dispenser）、あるいはボディーステムという。ディスペンサの上部には様々なキャラクターの頭部がついており、世界中に収集家が存在する。ディスペンサが付いたのは1949年。

### キャラクター
最初にキャラクターの頭部がついたのはアメリカで、1955年から発売。
- アステリックス
- ボブとはたらくブーブーズ
- バンヤードフレンズ
- バグズ
- カーズ
- きかんしゃトーマス
- チャリティー
- クラッシュ・バンディクー (ファンコ　ポップ x ペッツ)
- クリスマス
- カレッジフットボール
- イースター
- ガーフィールド
- ハロウィーン
- ハルベリーコミックス
- ハローキティ
- Mr.インクレディブル
- アイス・エイジ2
- メトロ・ゴールドウィン・メイヤー (Metro-Goldwyn-Mayer)
- ムーミン
- Mr.ビーン
- マペッツ
- NASCAR
- 任天堂
- オリンピックゲーム
- ピーナッツ
- ペッツパル
- ペッツパル 2
- ピープル
- ペッツ・ア・ザウルス
- ピンクパンサー
- ポケットモンスター
- ポパイ
- セサミストリート
- サワーズペッツ
- スポンジ・ボブ
- スター・ウォーズ
- スーパーヒーローズ
- 原始家族フリントストーン
- ザ・シンプソンズ
- ウォルト・ディズニー・カンパニー
- スポーツ
- ティーンエイジ・ミュータント・ニンジャ・タートルズ
- ユニバーサル・モンスターズ
- ウルトラマン
- ワーナー・ブラザース
- 妖怪ウォッチ
- トランスフォーマーズ・ロボッツインディスガイズ(トランスフォーマーアドベンチャー)
- ソニック・ザ・ヘッジホッグ
- マイリトルポニー

他にミニペッツ等も多数出ている。

### パテントナンバー
ディスペンサの横には7桁の数字が書かれている。これによっておおよその発売年数がわかる。以下の通り。
パテントナンバーは上より2桁を省略して呼称する。「3.9」「4.9」など。
- U.S. Patent 2620061 - 1952年製造
- U.S. Patent 2853206 - 1958年製造
- U.S. Patent 3410455 - 1968年製造
- U.S. Patent 3432074 - 1969年製造
- U.S. Patent 3845882 - 1974年製造
- U.S. Patent 3863804 - 1975年製造
- U.S. Patent 3942683 - 1976年製造
- U.S. Patent 4295579 - 1981年製造
- U.S. Patent 4966305 - 1990年製造
- U.S. Patent 5048720 - 1991年製造
- U.S. Patent 5071033 - 1991年製造
- U.S. Patent 5080258 - 1992年製造
- U.S. Patent 5460295 - 1995年製造
- U.S. Patent 5560516 - 1996年製造
- U.S. Patent 5984285 - 1999年製造
- U.S. Patent 6543639 - 2003年製造
- U.S. Patent 7523841 - 2009年製造